# Sherlock Holmes : Jeu d'ombres
Série
Sherlock Holmes
(2009)
Pour plus de détails, voir Fiche technique et Distribution.
Sherlock Holmes : Jeu d'ombres ou Sherlock Holmes : Le Jeu des ombres au Québec (Sherlock Holmes: A Game of Shadows) est un film anglo-américain réalisé par Guy Ritchie et sorti en 2011. Inspiré des personnages créés par Arthur Conan Doyle, il fait suite à Sherlock Holmes, du même réalisateur, sorti en 2009, avec Robert Downey Jr. et Jude Law dans les rôles principaux.
Le film reçoit des critiques presse plutôt mitigées. C'est malgré tout un succès au box-office avec 543 millions de dollars récoltés, pour un budget de 125 millions.

## Synopsis
Partout dans le monde, la presse s'enflamme : en Inde un magnat du coton est ruiné par un scandale, en Chine un trafiquant d'opium est mort apparemment d'une overdose, des attentats se sont produits à Strasbourg, à Vienne et un baron de l'acier vient de mourir aux États-Unis… Tout cela n'est que, aux yeux du célèbre Sherlock Holmes, le commencement d'une histoire de grande envergure liée à son plus grand ennemi : James Moriarty, le plus dangereux cerveau criminel du monde occidental.
En 1891 à Londres, Sherlock Holmes, déguisé en clochard suit Irene Adler, la femme qu'il aime. Il parvient à subtiliser un paquet qu'elle venait de se faire passer. Il l'avertit qu'elle est suivie par des individus, mais elle l'entraîne dans un passage reculé pour récupérer son paquet et le livrer à ces « individus » (qui se révèlent être ses gardes du corps), tout en lui proposant un dîner au restaurant le soir même à vingt heures. Le détective consultant accepte aussitôt mais est arrêté par les gardes du corps de la jeune femme, qu'il finira par neutraliser à la suite d'un affrontement, bien qu'il soit désarmé. Irène remet ensuite le colis au Dr Hoffmanstahl dans une salle de ventes aux enchères, en échange d'une lettre d'un René, adressée à sa sœur, qu'elle doit rapporter au professeur Moriarty. Le docteur découvre néanmoins une bombe dans ledit colis, qui n'explose pas tout de suite grâce à l'intervention de Sherlock. Cependant, il retrouve Hoffmanstahl assassiné d'une fléchette empoisonnée à la sortie de la salle.
Irene va retrouver le professeur Moriarty dans un café rempli et lui avoue qu'elle n'est plus en possession de la fameuse lettre. Le professeur comprend qu'elle est manipulée par les sentiments qu'elle porte au détective. Il vide le café (ayant manifestement soudoyé les occupants), et entame un monologue dans lequel il note que depuis quelque temps Sherlock contrarie ses plans sans qu'elle le stoppe. Il conclut en lui disant qu'il n'aura plus à faire appel à ses services.
Watson, accompagné de son chien Gladstone, se rend à Baker Street chez Holmes pour lui annoncer son mariage. Il rentre dans son salon qui est rempli de plantes tropicales et y trouve aussi une dinde, un perroquet et une chèvre. Holmes expérimente une nouvelle technique de camouflage urbain. Il dit que depuis leurs dernières aventures, Holmes est plongé dans ce qui est la plus importante enquête de sa carrière, voire de tous les temps : arrêter le professeur James Moriarty. Il est remonté jusqu'à lui à la suite de toute une série de meurtres et d'attaques terroristes. Watson semble dubitatif devant ses explications : Sherlock veut jouer au chat et à la souris mais comment réussirait-il là où la police et même les gouvernements ont échoué ? Gladstone sert ensuite à nouveau de cobaye à Sherlock : il teste sur lui un poison pour lui administrer ensuite une piqûre qui le réveille instantanément. Il offre ce nouveau remède miracle à Watson comme cadeau de mariage.
Peu après, Sherlock le mène à son enterrement de vie de garçon, John se mariant le lendemain avec Mary Morstan. Les deux compères se rendent dans un cabaret où ils retrouvent Mycroft, le frère de Sherlock. Le lieu choisi n'est pas anodin : le détective est venu y rencontrer Mme Simza, une diseuse de bonne aventure, la destinataire de la lettre qu'il a pris à Irene Adler. Son frère, René, semble être au cœur d'une affaire étroitement liée au professeur Moriarty, une énigme que Sherlock veut résoudre. Simza reste sur ses gardes car elle n'a aucune confiance en Sherlock qu'elle rencontre pour la première fois. Mais on en veut à sa vie et c'est Sherlock qui va la sauver d'un tueur à gages, un cosaque, envoyé par Moriarty. Sherlock doit ensuite se résoudre à emmener Watson, complètement saoul, à son mariage.
Après la cérémonie, un homme accoste Sherlock, le même homme qu'il avait repéré à la sortie de la salle des ventes juste avant de découvrir le cadavre du docteur Hoffmanstahl. Il s'agit de Sebastian Moran, tireur d'élite renvoyé de l'armée et désormais à la solde de Moriarty. Moran invite Holmes à rejoindre Moriarty à l'université à la fin de ses cours. C'est la première rencontre officielle entre le détective et le criminel. Sherlock entre dans son bureau, sur l'air de la Truite de Schubert. Le professeur dit à Sherlock qu'il n'est pas à la hauteur du combat qu'il veut lui livrer et que quiconque se mettrait sur son chemin devra en répondre. Il pose, sur un échiquier, un mouchoir ensanglanté brodé aux initiales d'Irène, qui aurait succombé à un empoisonnement à une forme rare de tuberculose en quelques instants… Le ton est donné : si Sherlock essaye de l'arrêter, il en coûtera la vie de Watson et de sa nouvelle épouse. Se faisant demander s'il veut vraiment jouer cette partie, Holmes répond au professeur qu'il perdra. Alors qu'il quitte la pièce, Moriarty lui fait comprendre qu'il va donc s'en prendre aux jeunes mariés.
Le docteur et sa toute jeune épouse embarquent dans le Southern Belle, en première classe, à destination de Brighton. Dans le même temps, Sherlock, qui a aussi pris le train (déguisé en femme), repère une demi-douzaine de soldats à la solde de Moriarty, qui sont là pour éliminer son ami et sa femme, et sabote leurs armes avant de piéger le wagon. Un autre tueur déguisé en employé de la compagnie ferroviaire s'attaque à Watson mais se fait jeter hors du train avec l'aide de Mary. Quelques instants plus tard, Watson retrouve Holmes qui, pendant le combat, jette Mary dans un lac où l'attend son frère Mycroft, échappant ainsi à la rafale de Gatling que Holmes et Watson évitent. Une fois débarrassés de ces soldats grâce aux pièges mis en place auparavant par le détective, Sherlock propose à son compagnon de l'aider dans une affaire dont il dit qu'elle sera sa dernière (ce qui avait aussi été dit de l'affaire Blackwood dans le premier opus) : celle d'arrêter son meilleur ennemi dont le génie semble égal au sien.
Ils se rendent à Paris pour retrouver Simza, la voyante, qui fait partie d'un groupe de bohémiens. Elle leur avoue que son frère et elle faisaient partie d'un groupe d'anarchistes devenus trop radicaux car forcés par Moriarty à fomenter des attentats. Elle leur dit que les membres de ce groupe se retrouvent dans un seul lieu, un restaurant au sein de la capitale française. Là-bas, le détective, le docteur et la voyante retrouvent le chef du groupe, Claude Ravache, rendu célèbre par ses bombes. C'est d'ailleurs une de ses bombes qui a failli tuer le docteur Hoffmanstahl. Il confirme à demi-mot que René travaille pour Moriarty. Quant à lui, il a conçu une autre bombe mais ne peut en parler car sa famille est menacée par le professeur. Le seul mot d'ordre de Moriarty est, ne pas laisser de traces : Ravache se suicide donc devant Simza, Sherlock et Watson, le prix à payer pour sauver sa famille. Ayant entendu le coup de feu, les anarchistes se dirigent vers la cave pour arrêter ceux qu'ils pensent être les tueurs. Watson les retarde, tandis que son ami résout l'énigme du système d'ouverture d'une porte secrète menant à l'extérieur et qui est, dans cette situation, leur seule issue de secours. Les voilà entrés dans une salle remplie d'explosifs, où Holmes collecte des indices et émet une hypothèse sur le prochain attentat. Il en déduit que Moriarty a l'intention de faire exploser une bombe à l'Opéra de Paris.
Ils s'y dirigent donc rapidement, mais une fois sur place, Sherlock constate qu'il s'est fourvoyé et a suivi une fausse piste tracée par Moriarty. Sous la scène, il trouve une pièce d'échiquier, placée là par Moriarty, qui l'observe depuis un des balcons de la salle. Leurs regards se croisent et un sourire traverse le visage de Moriarty. Holmes, réalisant son erreur, devine que la bombe explosera à l'hôtel du Triomphe, en face de l'Opéra, mais ils arrivent trop tard. Une fois sur place, Holmes et Watson découvrent que l'explosion servait surtout à camoufler l'assassinat d'un homme en particulier (Alfred Meinhart, le propriétaire d'une manufacture d'artillerie allemande), perpétré par le colonel Moran au fusil de précision depuis le toit de l'Opéra. Les deux compagnons partent donc pour l'Allemagne vers le site de l'usine de Meinhart avec Simza et quelques gens du voyage en renfort, suivant les indices que René a laissés dans des dessins qu'il avait envoyés à sa sœur avant sa dernière lettre.
Arrivé devant l'usine allemande, le détective ordonne à Watson d'envoyer un télégraphe à Mycroft. Pendant ce temps, Holmes entre dans la fabrique et est capturé par Moriarty qui le torture, toujours sur son air préféré de Schubert, afin de lui arracher le nom du destinataire du télégraphe envoyé par Watson, tandis que ce dernier, à l'extérieur, répond aux tirs de Moran en tirant un obus de très gros calibre dans la tour sur laquelle Moran était monté. L'effondrement de ladite tour permet à Watson d'emmener Holmes, grièvement blessé, dans la forêt avec Simza et deux de leurs compères bohémiens qu'ils avaient retrouvés entre-temps. Leur seul espoir de s'en sortir est le train qui va passer plus loin. Ils l'atteignent non sans mal, canardés par les armes révolutionnaires de Meinhart. Ils arrivent à embarquer mais l'un de leurs compères est abattu par Moran.
Plus tard, Sherlock, extrêmement affaibli, rend l'âme dans le wagon. Watson, désespéré par ses tentatives infructueuses de réanimation, trouve cependant le moyen de le faire revenir grâce au cadeau de mariage que le détective lui avait offert. De retour parmi les vivants, Holmes expose sa théorie à son ami et à la voyante : leur ennemi veut déclencher une guerre mondiale et en a largement les moyens financiers et matériels. La dernière cible de Moriarty sera présente en Suisse, à Reichenbach, durant un sommet de la paix où les ambassadeurs de tous les pays d'Europe seront présents.
Ils se retrouvent dans le chalet de Mycroft, invité au sommet, et Watson demande à celui-ci si la conférence peut encore être annulée. Mycroft explique que les ambassadeurs sont déjà arrivés et qu'annuler la conférence à ce stade entraînerait une guerre. De plus, ils n'ont aucune preuve contre Moriarty, qui ne laisse aucune trace. Mycroft ne peut les aider qu'en leur donnant une invitation pour le bal organisé à l'occasion de cette conférence. Sherlock, qui était occupé à jouer avec la bonbonne d’oxygène miniature de son frère, révèle ses soupçons : l'homme chargé d'assassiner l'un des ambassadeurs n'est autre que René. Ils doivent l'arrêter car il est la seule preuve contre Moriarty.
Au lieu-dit, Holmes, Watson et Simza aperçoivent le professeur. Sherlock remet les rênes à Watson et va sur un balcon surplombant les chutes du Reichenbach en faisant transmettre à Moriarty un message lui demandant de le rejoindre. Le docteur, en compagnie de Simza, doit démasquer René dont le visage a été opéré par feu le docteur Hoffmanstahl, afin de se faire passer pour un des ambassadeurs qui participent à ce sommet. C'est un vrai travail de déduction que Watson entreprend et, sur le modèle des analyses de Sherlock, il réussit à mettre hors d'état de nuire René. Mais Moran n'est pas loin et il lui envoie une fléchette empoisonnée alors que René est emmené par les forces de l'ordre. Simza pleure son frère mais comme le dit Sherlock à Moriarty, avec qui il a entamé une partie d'échecs, même si rien maintenant ne peut relier Moriarty au complot, une guerre mondiale a été évitée. Moriarty est confiant, une guerre éclatera bien, tôt ou tard, et il sera là pour distribuer ses armes aux plus offrants. En attendant, la Suisse lui offre l'asile réservé aux gens fortunés.
C'est à ce moment que Sherlock explique à Moriarty qu'à l'heure où il lui parle, il l'a ruiné. En effet, il avait repéré le carnet de notes du professeur pendant qu'il l'observait lors d'un cours à Oslo. Il a volé le livre qui permet de déchiffrer ce carnet codé dans son bureau à l'université et, lors de la torture du détective, il remplaça le fameux carnet rouge par un faux, ayant été assez près de lui pour agir. Il avait ensuite envoyé le vrai carnet rouge à Mary pour le décoder et avait demandé à l'inspecteur Lestrade de saisir le contenu des coffres de Moriarty. Le cahier situé dans la poche de Moriarty lors du sommet de la paix était falsifié et ne contenait rien d'autre que les dessins montrant un pêcheur attrapant une truite qui se transforme en requin pour manger le pêcheur avec comme morale à l'histoire « on est puni par là où on a pêché » (« be careful what you fish for »). La partie est terminée et Sherlock a gagné, aussi bien en déjouant le plan de Moriarty qu'en le battant aux échecs.
Face-à-face, les deux hommes alors se prêtent au même jeu qui est d'analyser les mouvements de l'autre dans le combat qui suivrait entre eux, montrant le professeur vainqueur de la bataille dans toutes les situations, vu les blessures de Sherlock. Ce dernier comprend que dans tous les cas, il finira par mourir, et, prenant son adversaire par surprise en soufflant dans sa pipe pour l'aveugler avec du tabac rougeoyant, se bloque avec lui en utilisant son bras valide (immobilisant le professeur), et appuie son pied gauche sur la table d'échecs. Watson arrive à ce moment-là. Sherlock ferme les yeux, pousse vigoureusement sur sa jambe et les entraîne tous deux (Holmes et Moriarty) par-dessus la balustrade de la terrasse, et les précipite dans les chutes du Reichenbach. Watson, ne comprenant pas la stratégie de son ami, croit avoir assisté à sa mort.
Leurs corps n'ont jamais été retrouvés et toute recherche fut abandonnée. De retour à Londres, John, qui écrivait les dernières lignes de The Final Problem, reçoit un étrange colis. Il s'agit d'un colis recommandé, affranchi avec des timbres poste de Russie ou de la province russe de Finlande. Il ouvre le paquet et est surpris d'y découvrir la bonbonne d'oxygène miniature de Mycroft avec laquelle Holmes s'était amusé. Lorsqu'il réalise ce que cela pourrait signifier, il quitte son bureau pour aller demander à sa femme si le facteur n'avait pas « l'air différent ». Pendant ce temps, Holmes, qui s'était camouflé dans le bureau, rajoute un point d'interrogation à la fin de son livre : « The End ? »

## Fiche technique
Sauf indication contraire, les informations mentionnées dans cette section peuvent être confirmées par la base de données cinématographiques IMDb,  présente dans la section « Liens externes ».
- Titre original : Sherlock Holmes: A Game of Shadows
- Titre français : Sherlock Holmes : Jeu d'ombres
- Titre québécois : Sherlock Holmes : Le Jeu des ombres
- Réalisation : Guy Ritchie
- Scénario : Kieran Mulroney et Michele Mulroney, d'après les personnages créés par Arthur Conan Doyle
- Musique : Hans Zimmer
- Décors : Sarah Greenwood
- Costumes : Jenny Beavan
- Photographie : Philippe Rousselot
- Montage : James Herbert
- Production : Susan Downey, Dan Lin, Joel Silver et Lionel Wigram
- Sociétés de production : Warner Bros., Village Roadshow Pictures, Silver Pictures, Wigram Productions et Lin Pictures
- Société de distribution : Warner Bros.
- Budget : 125 millions de dollars
- Pays de production :  Royaume-Uni,  États-Unis
- Langue originale : anglais
- Format : couleur - 2.39:1 - 35 mm
- Durée : 129 minutes
- Genre : action et aventure
- Dates de sortie [1] :
  - États-Unis, Royaume-Uni : 16 décembre 2011
  - Belgique : 28 décembre 2011
  - France : 25 janvier 2012

## Distribution
- Robert Downey Jr. (VF : Bernard Gabay ; VQ : Patrick Chouinard) : Sherlock Holmes
- Jude Law (VF : Xavier Fagnon ; VQ : Martin Watier) : Dr John Watson
- Noomi Rapace (VF : Julie Dumas ; VQ : Catherine Proulx-Lemay) : Madame Simza Heron
- Rachel McAdams (VF : Noémie Orphelin ; VQ : Geneviève Désilets) : Irene Adler
- Jared Harris (VF : Patrick Osmond ; VQ : Sylvain Hétu) : Professeur Moriarty
- Stephen Fry (VF : Michel Dodane ; VQ : Marc Bellier) : Mycroft Holmes
- Paul Anderson (VF : Jérôme Frossard ; VQ : Tristan Harvey) : le Colonel Sebastian Moran
- Kelly Reilly (VF : Natacha Muller ; VQ : Magalie Lépine-Blondeau) : Mary Morstan Watson
- Geraldine James (VQ : Isabelle Miquelon) : Mme Hudson
- Eddie Marsan (VF : Patrick Borg ; VQ : Carl Béchard) : l'inspecteur Lestrade
- William Houston : l'agent Clark
- Wolf Kahler : Dr Hoffmanstahl
- Jack Laskey : Carruthers
- Karima Adebibe : la serveuse au club
- Alexandre et Victor Carril : les jumeaux
- Affif Ben Badra : Tamas
- Daniel Naprous : Marko
- Vladimir Furdik : Andrzej
- Fatima Adoum : une gitane
- Thierry Neuvic (VF : lui-même) : Claude Ravache (inspiré de Ravachol)
- Clive Russell : le capitaine Tanner
Version française
  - Société de doublage : Dubbing Brothers
  - Direction artistique : Barbara Tissier
  - Adaptation : Pierre Arson

Sources : Version française (VF), Version québécoise (VQ)

## Production
|                                                                             |  |  |
| Les acteurs Robert Downey Jr et Jude Law interprètent les rôles principaux. |  |  |

### Genèse et développement
Après le succès du 1er film, Warner Bros. a très tôt envisagé une suite. Guy Ritchie a ainsi dû repousser son projet d'adapter Lobo et Robert Downey Jr a dû se désengager de Cowboys et Envahisseurs.

### Attribution des rôles
De nombreux acteurs ont été contactés pour interpréter le rôle de Moriarty : Brad Pitt, Gary Oldman, Daniel Day-Lewis, Sean Penn et Javier Bardem. Il était déjà présent dans le premier film en tant que mystérieux employeur d'Irène Adler et était incarné par Ed Tolputt mais on n'entendait que sa voix et on le voyait toujours dans l'ombre.
Avant que Noomi Rapace ne soit choisie pour incarner Sim, les noms de Sophie Marceau, Audrey Tautou, Penelope Cruz, Juliette Binoche, Virginie Ledoyen, Eva Green, Marion Cotillard ou encore Cécile de France ont circulé.
Le Français Gilles Lellouche participe au tournage du film, mais les scènes qu'il tourna aux côtés de Jude Law furent coupées au montage. On retrouve cependant d'autres comédiens français à l'affiche du film : Thierry Neuvic, Affif Ben Badra et les jumeaux Victor Carril et Alexandre Carril, apparus dans le film Donne-moi la main.

### Tournage
Deux scènes d'action avec Robert Downey Jr et Jude Law ont été tournées à Londres dans Richmond Park en octobre 2010 et au musée ferroviaire Didcot Railway Centre en novembre. Après de multiples lieux londoniens, l'équipe tourne au château de Hampton Court en janvier 2011.
En février 2011, l'équipe se rend à Strasbourg, pour y tourner la scène d'ouverture. La ville alsacienne était à l'époque une ville allemande (1891). La place de la cathédrale a donc fait l'objet de transformations en janvier et début février 2011, pour notamment transformer les commerces en magasins d'époque, avec décorations prussiennes. Pour cette courte scène, 500 figurants et techniciens ont investi Strasbourg ; la scène a coûté 1 million d'euros. Il n'en reste que 22 secondes à l'écran, avec un panoramique sur la cathédrale, et 2 figurants sur fond d'explosion.

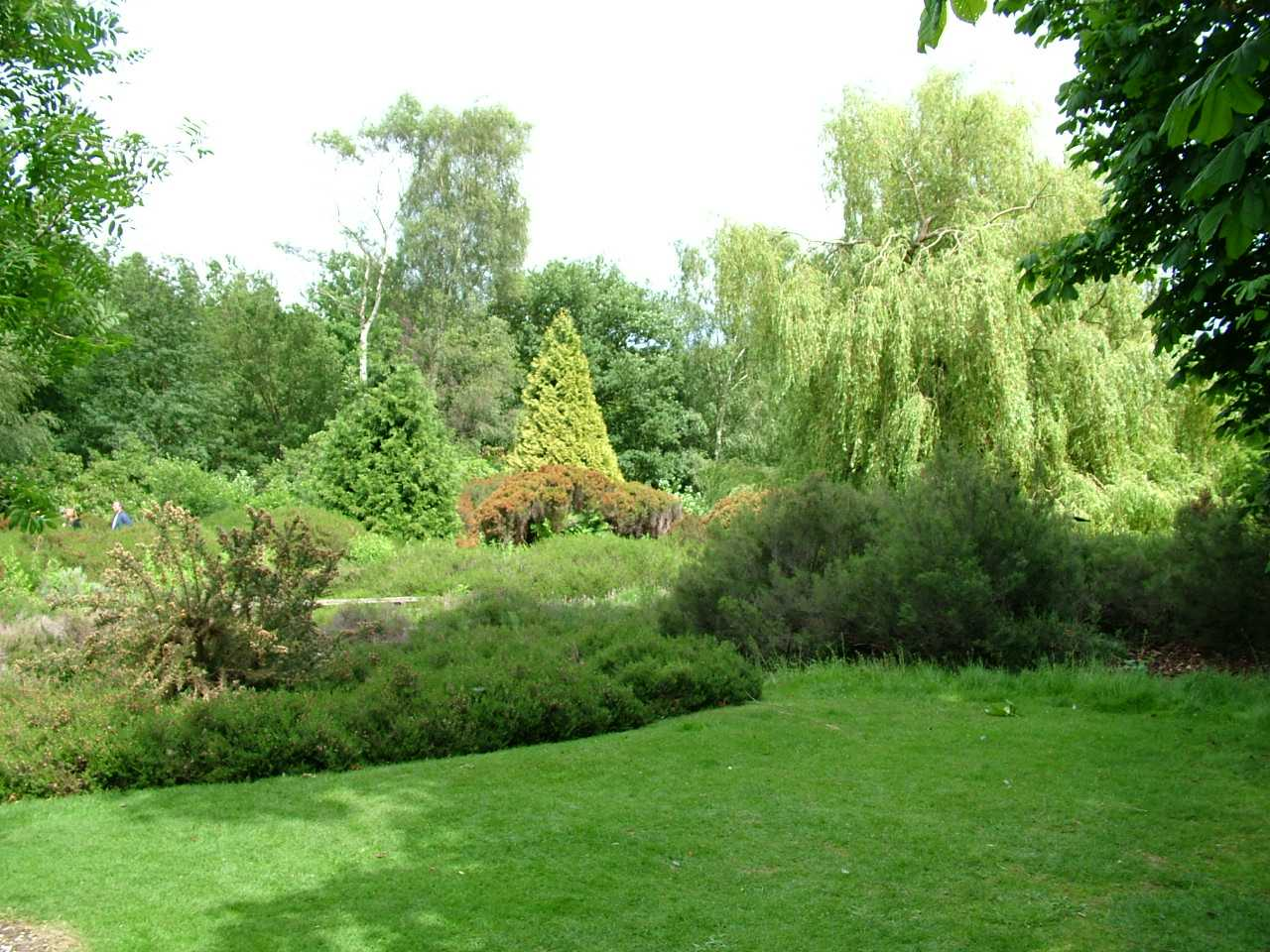
Richmond Park
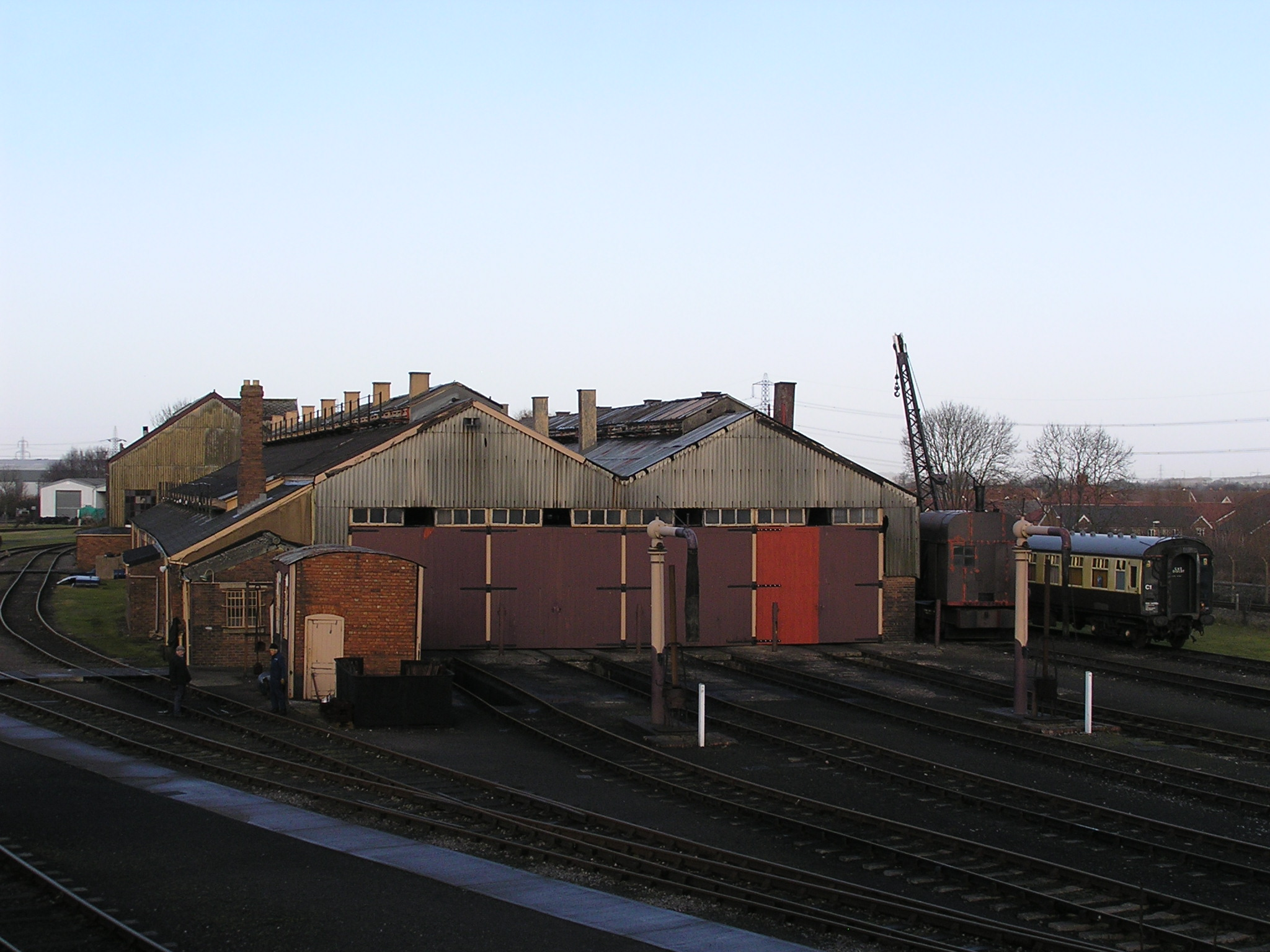
Didcot Railway Centre
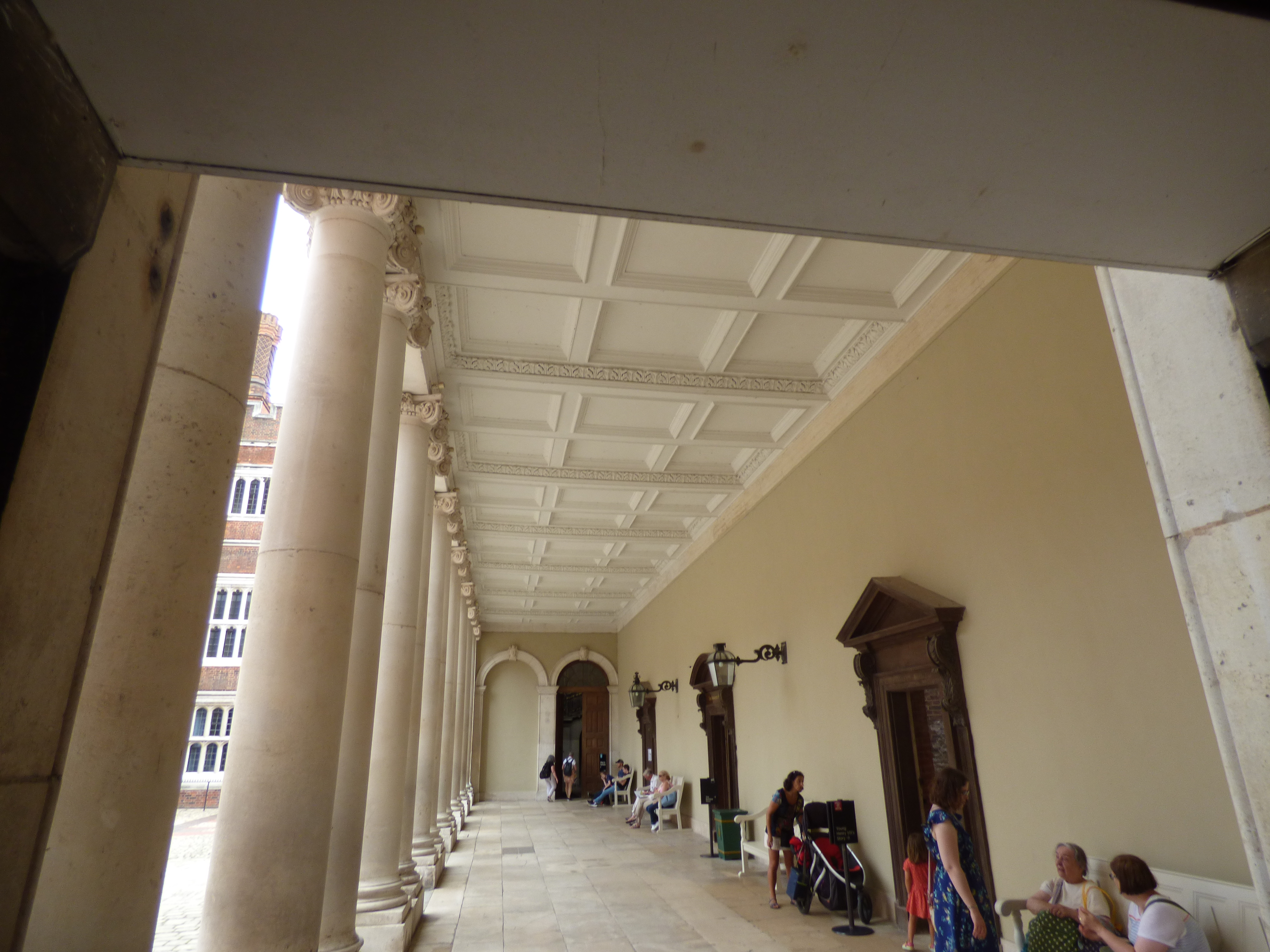
Château de Hampton Court
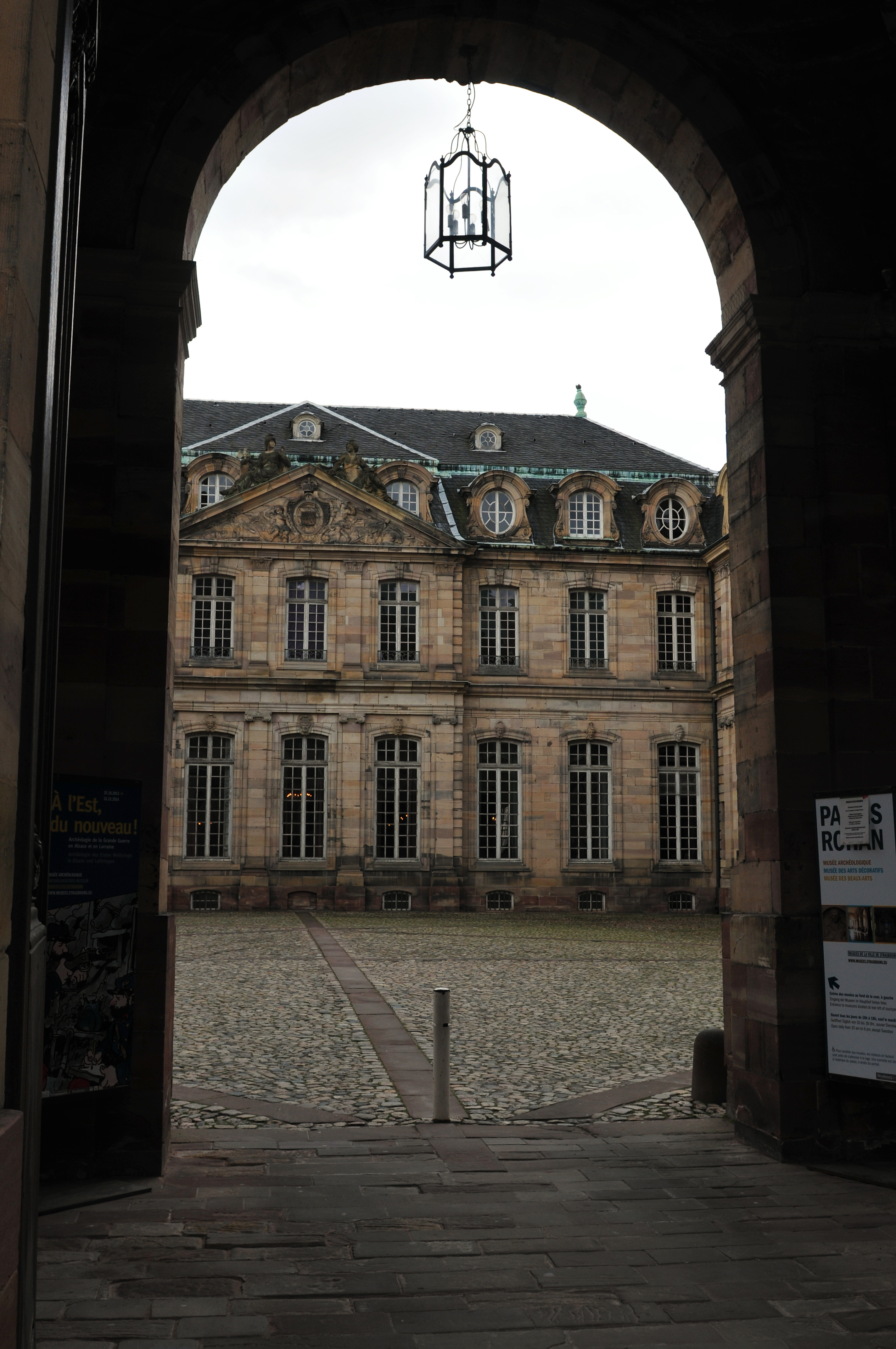
Palais Rohan (Strasbourg)
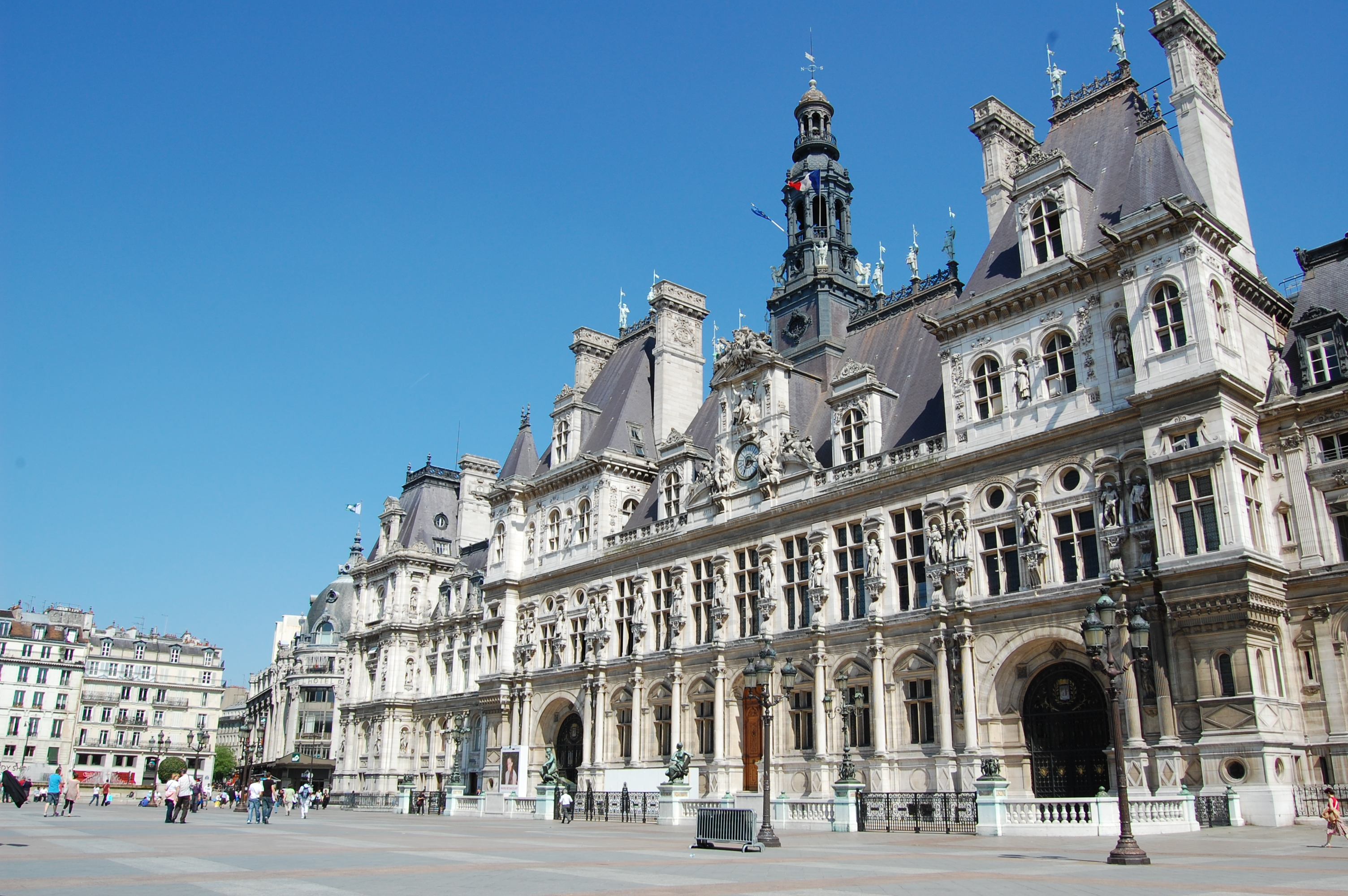
Hotel de Ville de Paris
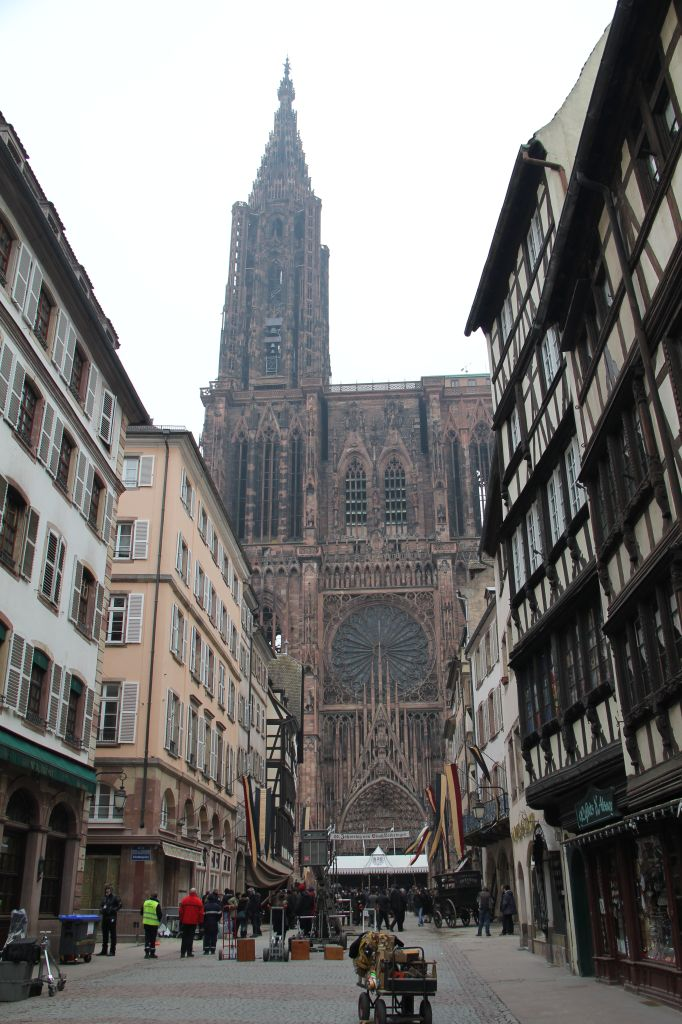
Cathédrale de Strasbourg
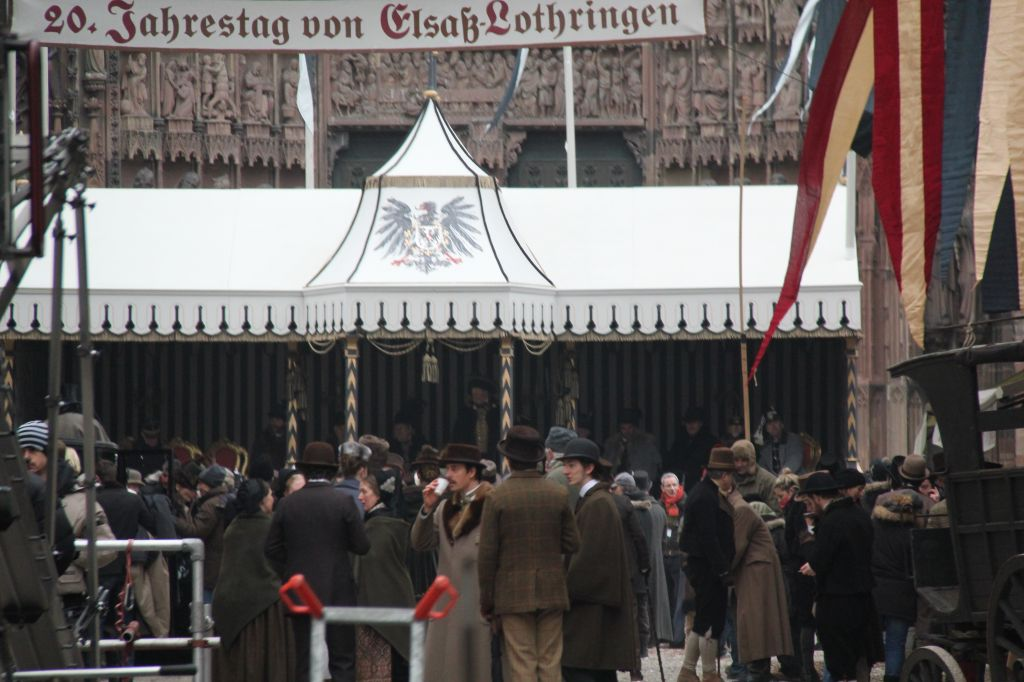
Place de la cathédrale

### Musique
La musique du film du film est composée, comme pour le 1er film, par Hans Zimmer. Il a conservé le thème du premier film, tout en développant un style de musique tzigane pour coller au personnage de gitane de Sim. Pour cela, le compositeur s'est rendu dans des campements en Slovaquie. Outre les compositions de Zimmer, un morceau composé par Ennio Morricone a été « emprunté » au film Sierra torride de Don Siegel. Die Forelle de Franz Schubert et Don Giovanni de Wolfgang Amadeus Mozart sont également utilisés, de même qu'un motif musical de Wiener Blut, valse de Johann Strauss fils.
L'album de la bande originale est commercialisé le 13 décembre 2011.
| 1.  | I See Everything                                   | Hans Zimmer     | 0:39 |
| 2.  | That Is My Curse (Shadows – Part 1)                | Hans Zimmer     | 1:51 |
| 3.  | Tick Tock (Shadows – Part 2)                       | Hans Zimmer     | 8:12 |
| 4.  | Chess (Shadows – Part 3)                           | Hans Zimmer     | 7:34 |
| 5.  | It’s So Overt It’s Covert                          | Hans Zimmer     | 3:19 |
| 6.  | Romanian Wind                                      | Hans Zimmer     | 1:56 |
| 7.  | Did You Kill My Wife?                              | Hans Zimmer     | 2:42 |
| 8.  | He’s All Me Me Me                                  | Hans Zimmer     | 1:56 |
| 9.  | The Mycroft Suite                                  | Hans Zimmer     | 1:41 |
| 10. | To The Opera!                                      | Renato Girolami | 4:03 |
| 11. | Two Mules For Sister Sara (tiré de Sierra torride) | Ennio Morricone | 2:34 |
| 12. | Die Forelle (de Franz Schubert)                    | Julius Drake    | 3:22 |
| 13. | Zu Viele Füchse Für Euch Hänsel                    | Hans Zimmer     | 1:47 |
| 14. | The Red Book                                       | Hans Zimmer     | 4:00 |
| 15. | Moral Insanity                                     | Hans Zimmer     | 1:31 |
| 16. | Memories Of Sherlock                               | Hans Zimmer     | 2:11 |
| 17. | The End?                                           | Hans Zimmer     | 2:26 |
| 18. | Romani Holiday (Antonius Remix)                    | Hans Zimmer     | 5:38 |
| 19. | Shush Club No. 3 (Titre bonus)                     | Hans Zimmer     | 4:31 |
| 20. | Beautiful Eyes (Titre bonus)                       | Hans Zimmer     | 2:13 |
| 21. | Just Follow My Lead (The Waltz) (Titre bonus)      | Hans Zimmer     | 4:44 |

## Accueil

### Critique
Contrairement au premier volet, ce dernier a rencontré à sa sortie en salles des critiques mitigées : bien que le site Rotten Tomatoes lui attribue un pourcentage de 60 % dans la catégorie All Critics, sur la base de 194 commentaires et une note moyenne de 6.1⁄10, il obtient un pourcentage de 46 % dans la catégorie Top Critics, sur la base de 37 commentaires et une note moyenne de 5.5⁄10. Le site Metacritic lui attribue un score de 46 sur 100, sur la base de 38 commentaires.

### Box-office
| Pays ou région | Box-office        | Date d'arrêt du box-office | Nombre de semaines |
| -------------- | ----------------- | -------------------------- | ------------------ |
| États-Unis     | 186 848 418 $,    | 5 avril 2012               | 16                 |
| France         | 2 381 964 entrées | 20 mars 2012               | 8                  |
| Monde          | 545 448 418 $     | 5 avril 2012               | -                  |

Lors de son premier week-end d'exploitation en salles, Sherlock Holmes : Jeu d'ombres se classe directement en tête du box-office américain avec 39,6 millions de dollars de recettes, mais fait un démarrage décevant contrairement au premier opus, qui à la même période, bien qu'étant classé à la seconde place du box-office américain (le premier étant Avatar), avait totalisé 62,3 millions de dollars de recettes.
Le second volet des aventures du célèbre détective a engrangé des recettes moitié moindres que son prédécesseur en première semaine (59 millions de dollars). Il se classe premier, avant de chuter à la seconde place durant les deux dernières semaines de l'année 2011.
Fin janvier 2012, le film totalise 182,2 millions de dollars.